# خونیک تجن
خونیک تجن روستایی در دهستان پیشکوه بخش مرکزی شهرستان قائنات استان خراسان جنوبی ایران است. بر پایهٔ سرشماری عمومی نفوس و مسکن در سال ۱۳۹۰ جمعیت این روستا ۱۵۸ نفر (در ۵۷ خانوار) بوده‌است.